# Berkhof Premier

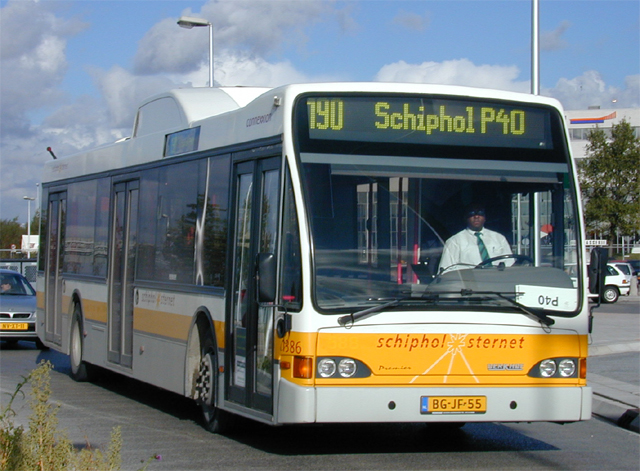
Connexxion bus 1386 van het Schiphol Sternet op 17 oktober 2000 te Schiphol.

De Premier is een stadsbusmodel dat werd geproduceerd door het Nederlandse Berkhof in Heerenveen en het Belgische Jonckheere in Beveren bij Roeselare. De Premier is een lagevloerbus op basis van het DAF SB250-chassis. Deze bus moet niet verward worden met de Berkhof 2000NL Premier of de Jonckheere Communo, die een gelijksoortig uiterlijk hebben, maar van het streekbustype zijn met een hoge vloer. Ook heeft de voormalige vrachtwagenfabriek Raba in Hongarije onder licentie van Jonckheere een aantal bussen van dit type gebouwd.
De vervoersbedrijven Connexxion, Hermes en Novio (dochterondernemingen van Connexxion) beschikten over dit type bus van Berkhof. Ook Stadsvervoer Dordrecht reed tot 2006 met deze bussen. Ze worden of werden ingezet in de volgende gebieden:
| Bedrijf                | Concessiegebied | Opdrachtgever      | Serie     | Aantal | Bouwjaar | Note |
| ---------------------- | --------------- | ------------------ | --------- | ------ | -------- | ---- |
| BBA T-bus              | West-Brabant    | Stadsregio Tilburg | 383-398   | 16     | 1999     |      |
| Novio                  | KAN-Zuid        | KAN                | 1375-1386 | 12     | 1998     | 1    |
| Hermes                 | Eindhoven       | SRE                | 2342-2349 | 8      | 1999     | 2    |
| Stadsvervoer Dordrecht | Dordrecht       |                    | 6513-6518 | 6      | 1998     | 3    |

1 = De serie 1375-1386 hebben eerst gereden onder de vlag van NZH en Connexxion Sternet

2 = Deze serie is hernummerd na de integratie van Hermes in Connexxion

3 = Sinds 2006 buiten dienst
In België leverde Jonckheere Premiers aan De Lijn, de MIVB en de TEC. De exemplaren voor De Lijn (24 stuks) zijn gelede Premiers. De MIVB kocht in totaal 120 Premiers, terwijl de TEC 2 experimentele exemplaren kocht: 1 met lpg-motor en de andere met aardgas motor.

## Technische gegevens

### Nederland
| Serie                      | Bedrijf                      | Bouwjaren | Chassis                    | Aantal zitplaatsen | Aantal staanplaatsen |
| -------------------------- | ---------------------------- | --------- | -------------------------- | ------------------ | -------------------- |
| (5)232                     | Connexxion ex-TET ex-Teyssen | 1995/96   | DAF SB250 integraal geleed | 45                 | 92                   |
| (5)233                     | Connexxion ex-Morgenstond    | 1996/97   | DAF SB250 integraal geleed | 45                 | 92                   |
| 383-398                    | BBA                          | 1999      | DAF SB250-LPG              | 26                 | 74                   |
| 1375-1386                  | Connexxion (NZH)             | 1998      | DAF SB250 Integraal        | 26                 | 72                   |
| 6513-6518                  | CVD                          | 1997      | DAF SB250-LPG              | 22                 | 58                   |
| 2342-2349 (eso: 2250-2257) | Hermes                       | 1999      | DAF SB250-LPG              | 19                 | 89                   |

### België
| Serie     | Bedrijf     | Bouwjaren | Chassis                              | Aantal zitplaatsen | Aantal staanplaatsen |
| --------- | ----------- | --------- | ------------------------------------ | ------------------ | -------------------- |
| 8500-8559 | MIVB        | 1995/96   | DAF SB250 integraal (motor middenin) | 45                 | 92                   |
| 8560-8619 | MIVB        | 1995/96   | DAF SB250 integraal (motor achterin) | 45                 | 92                   |
| 860112    | Morgenstond | 1995/96   | DAF SB250 integraal (motor middenin) |                    |                      |

De serie 2342-2349 (voorheen 2250-2257) van Hermes rijden op lpg en beschikken over dynamische reisinformatie.

Ook de Noviowagens beschikken over dynamische reisinformatie.
Als basis voor de integraalbouw werd het DAF SB250 chassis gebruikt. Dit modulair opgebouwde chassistype werd door Berkhof aangepast door onder meer de motor tussen de assen te plaatsen (bij de SB250 bevindt zich deze achteraan). Als gevolg hiervan zit de motor op de vloer en is de koeling midden-boven op het dak of in de zijruit gemonteerd. Bij de standaard SB250-uitvoering zit de koeling achter op het dak gemonteerd. Omdat de aanpassingen zo ingrijpend zijn, krijgen deze bussen een Berkhof voertuigidentificatienummer (VIN) (hetzelfde gebeurde met de integraal gebouwde Jonckheeres).

## Premier AT 18
Op basis van de trolly was de Berkhof Premier die ook als Berkhof Premier AT 18 (gelede trolleybus) werd gebouwd. Er rijden 22 trolleybussen bij Breng in Arnhem en 15 trolleybussen bij Stadtwerke Solingen (SWS) in het Duitse Solingen.Intussen was de leverancier van de elektrische installaties, de firma Traxis, overgenomen door het Franse Alstom.
In Arnhem is Berkhof trolley 5227 in de tweede helft van april 2022 overgedragen aan de Stichting Trolleymaterieel Arnhem (STA). De Berkhof trolley 5228 zal naar de faculteit Automotive van de HAN (Hogeschool Arnhem-Nijmegen) gaan voor onderzoek naar stroomopwekking door waterstof installatie.
| Serie                                               | Bedrijf                   | Bouwjaren | Chassis                           | Aantal zitplaatsen | Aantal staanplaatsen |
| --------------------------------------------------- | ------------------------- | --------- | --------------------------------- | ------------------ | -------------------- |
| 0210-0211 (nu: 5210-5211)                           | Connexxion                | 1998      | DAF SB250/Traxis/Alstom integraal | 42                 | 95                   |
| 0212-0221 (nu: 5212-5221) 0222-0231 (nu: 5222-5231) | Connexxion                | 2000 2002 | DAF SB250/Traxis/Alstom integraal | 42                 | 95                   |
| 171-185                                             | Stadtwerke Solingen (SWS) | 2001      | DAF SB250/Traxis/Alstom integraal | 42                 | 95                   |

## Foto's
Motor is tussen voor en achteras gemonteerd:

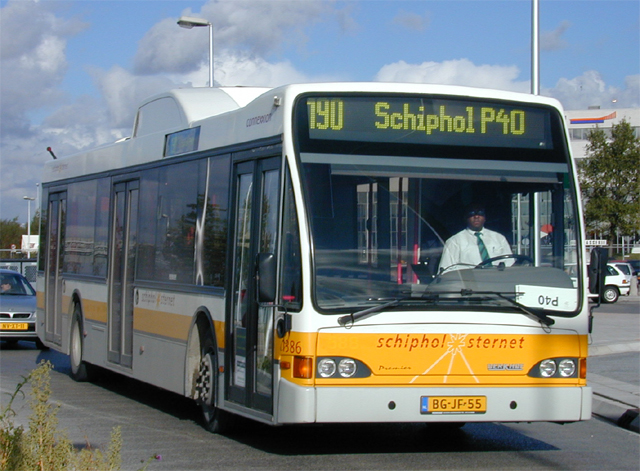
Connexxion bus 1386 op 17 oktober 2000 te Schiphol
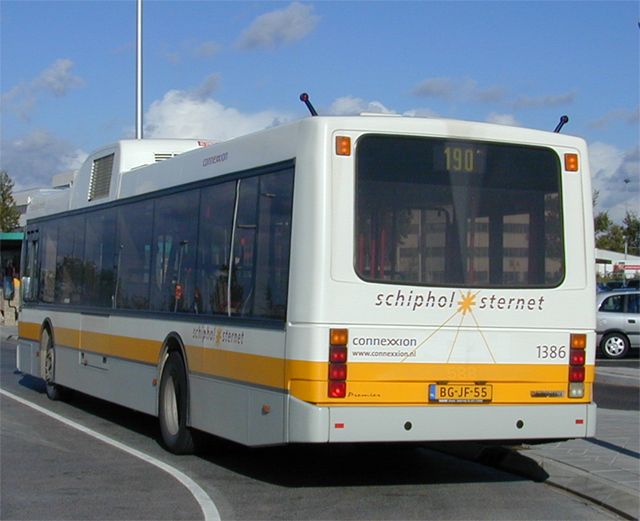
Connexxion bus 1386 op 17 oktober 2000 te Schiphol
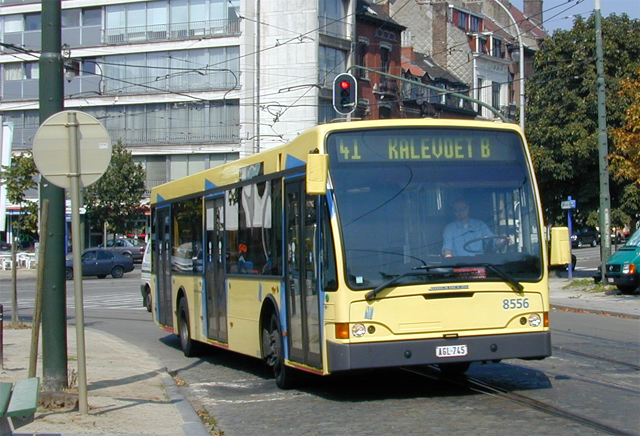
MIVB bus 8556 op 23 augustus 2000 als lijn 41
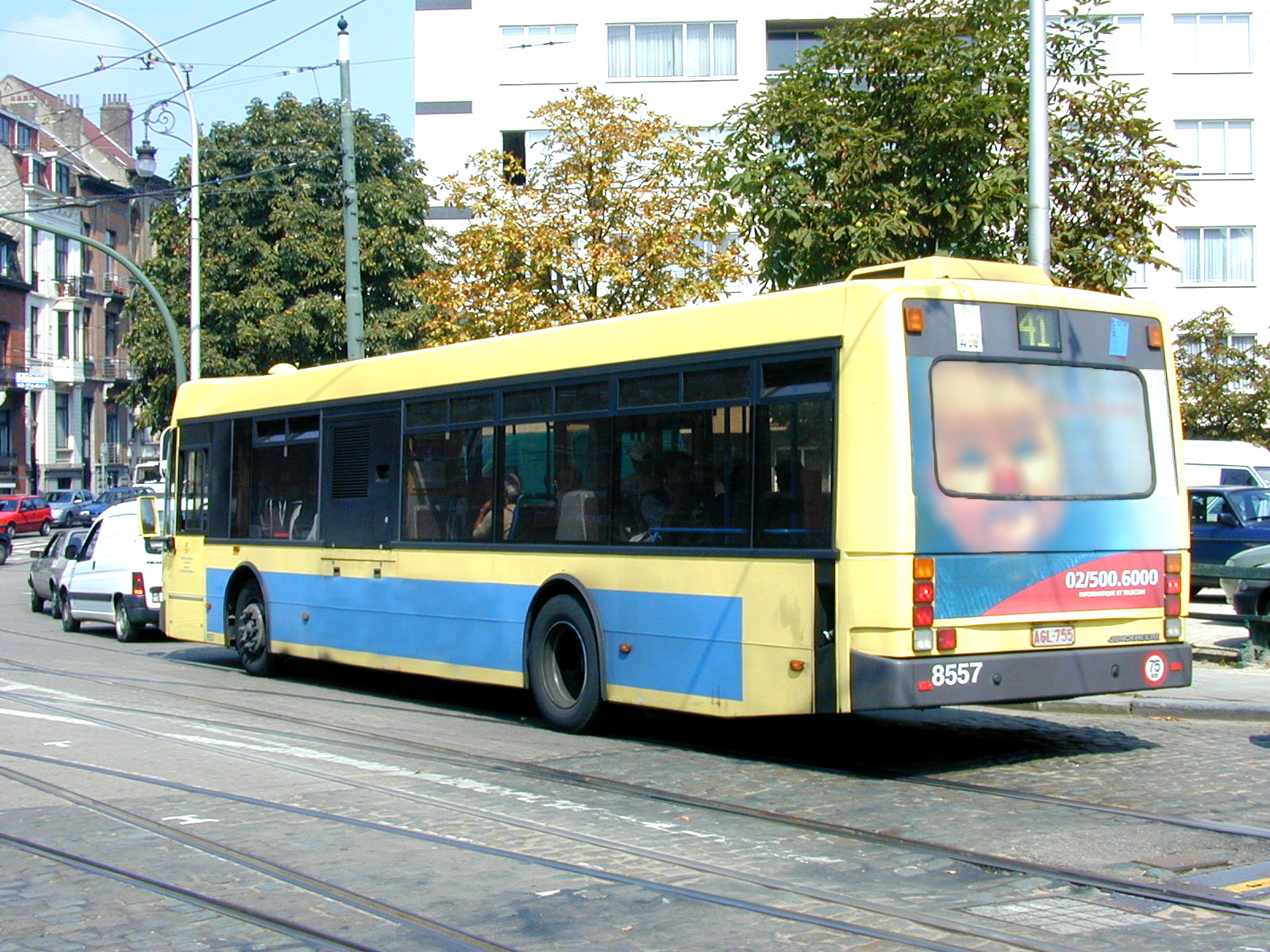
MIVB bus 8557 op 23 augustus 2000 als lijn 41
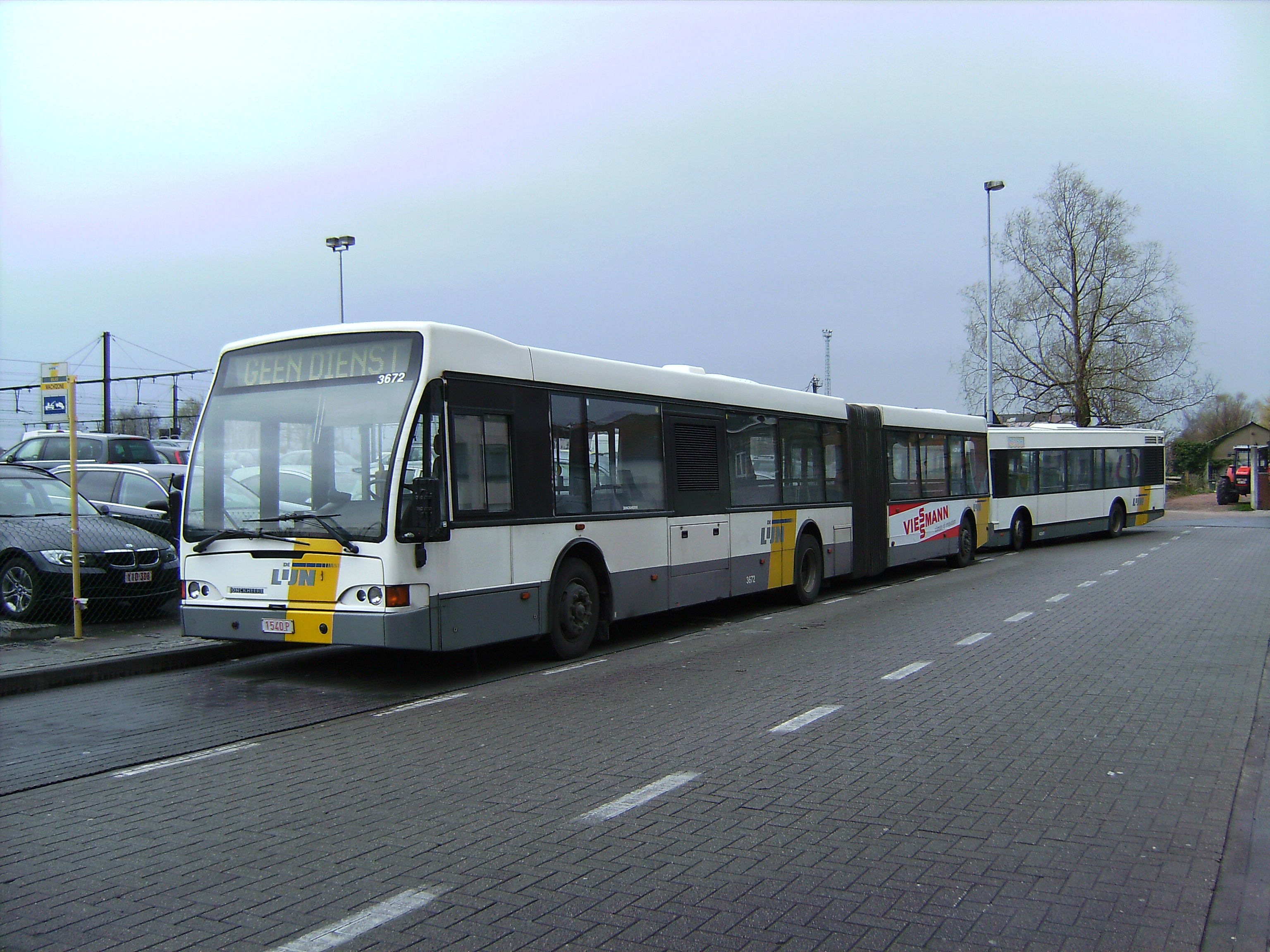
De lijn bus 3672 te Dendermonde.
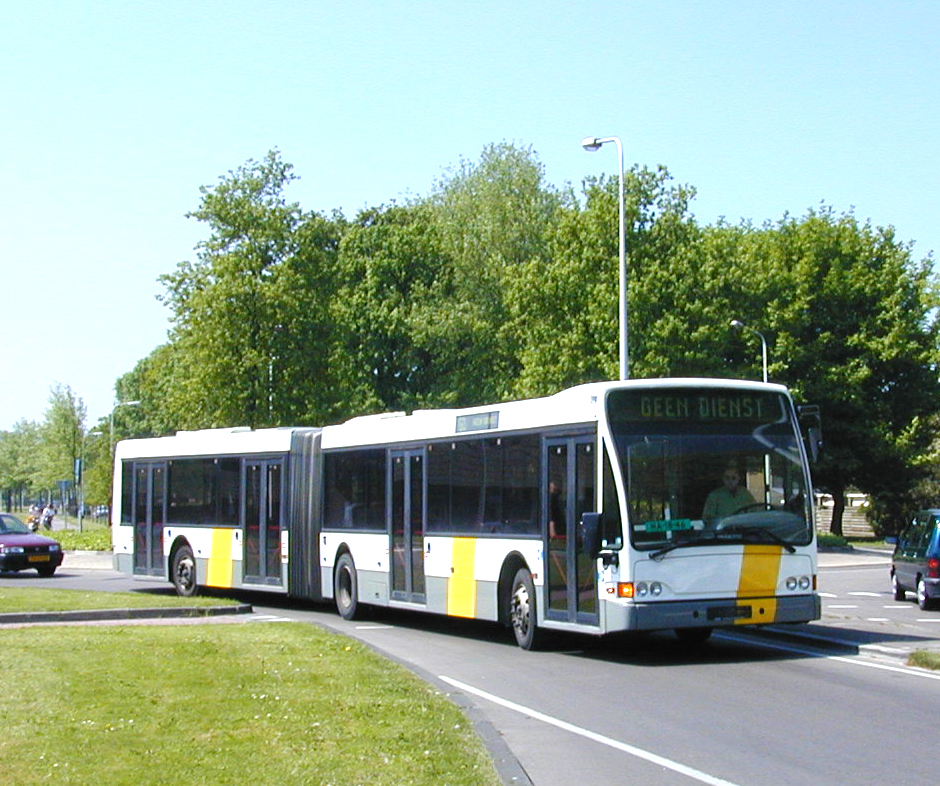
De Lijn bus van het Berkhof type Premier A 18

Motor is achter de achteras gemonteerd:

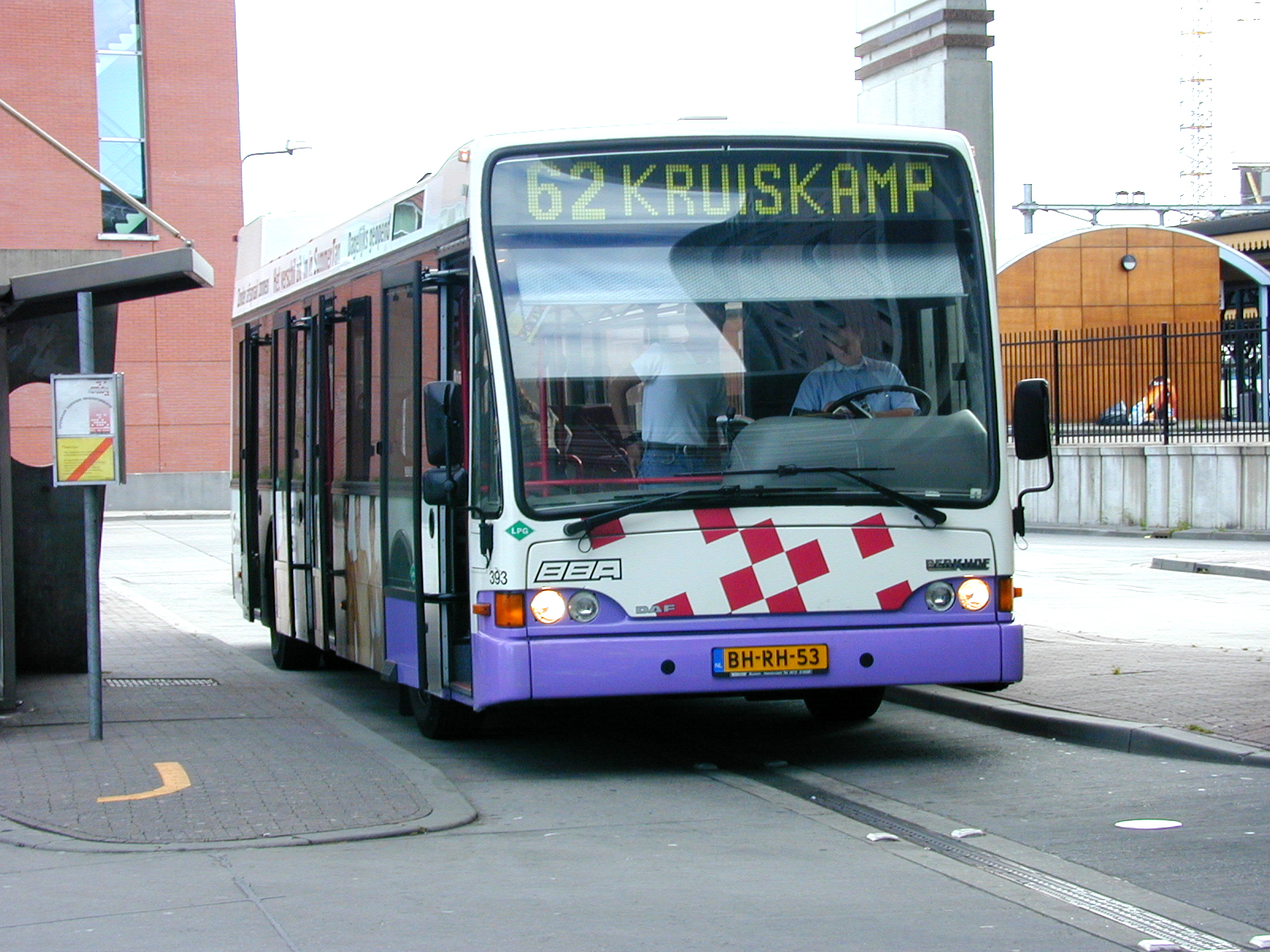
BBA bus 393 op 1 juli 2000 te 's-Hertogenbosch.
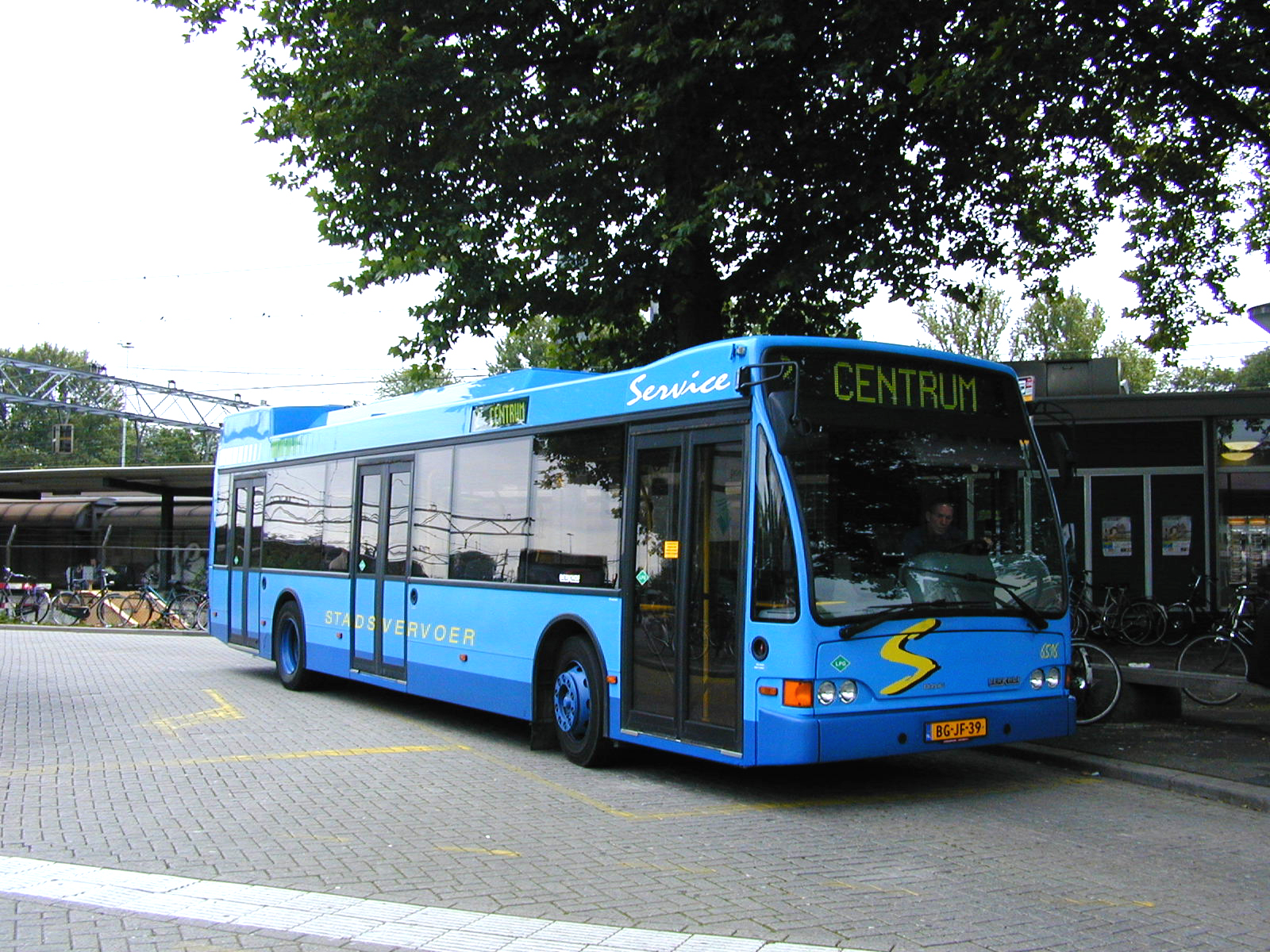
SVD bus 6516 op 21 juli 2000 te Dordrecht
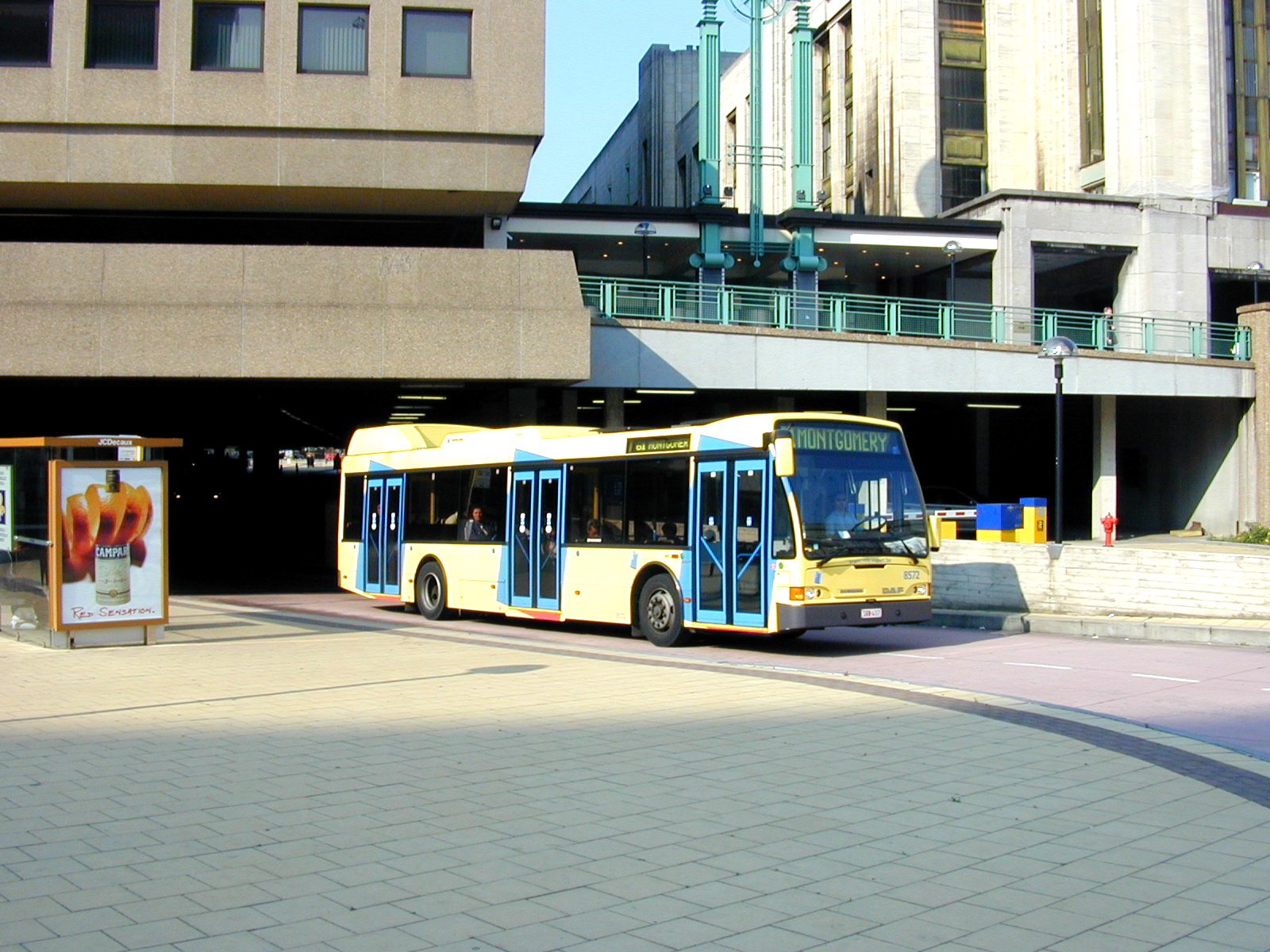
MIVB bus 8572 op 23 augustus 2000 als lijn 61
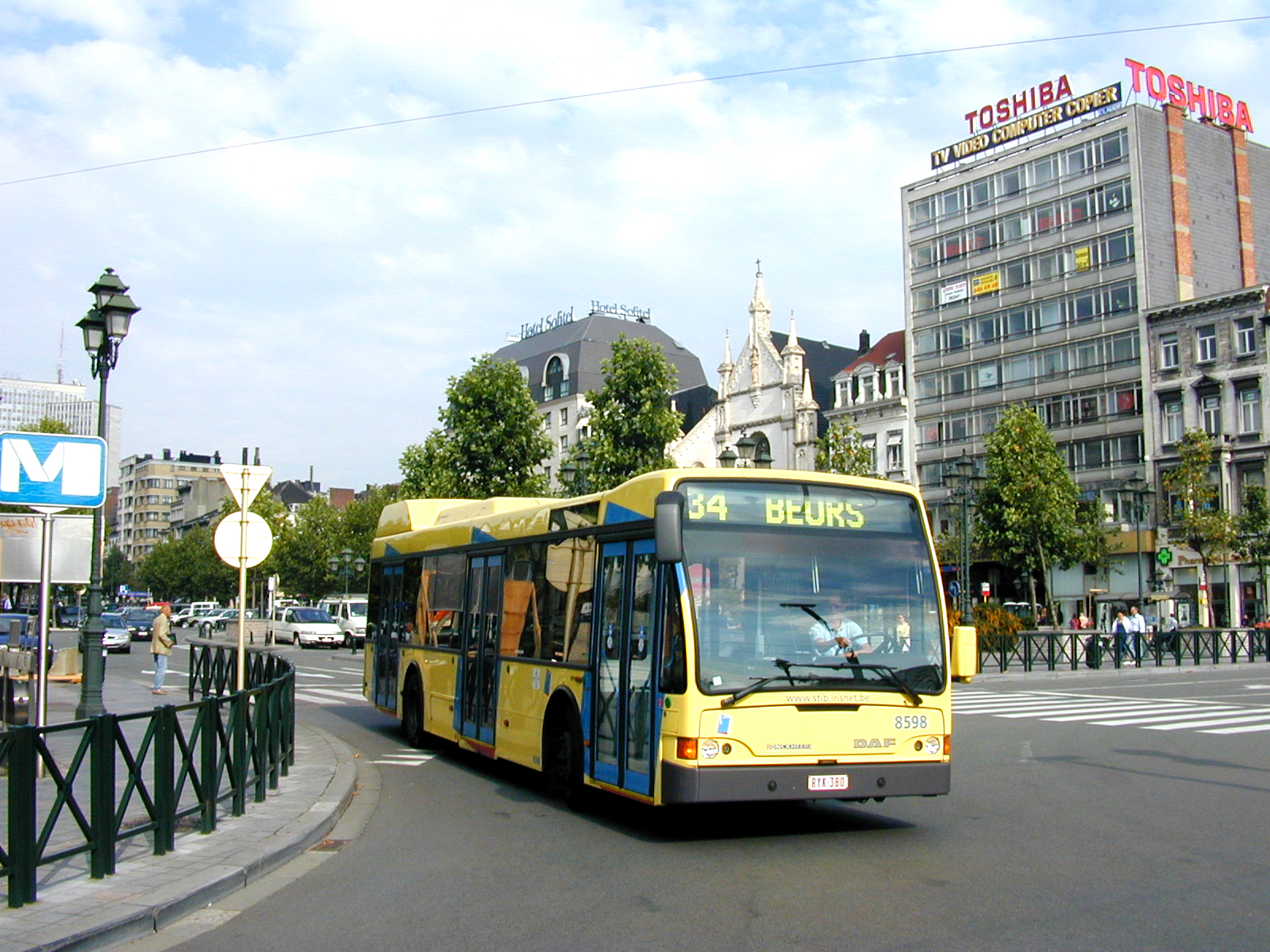
MIVB bus 8598 op 23 augustus 2000 als lijn 34
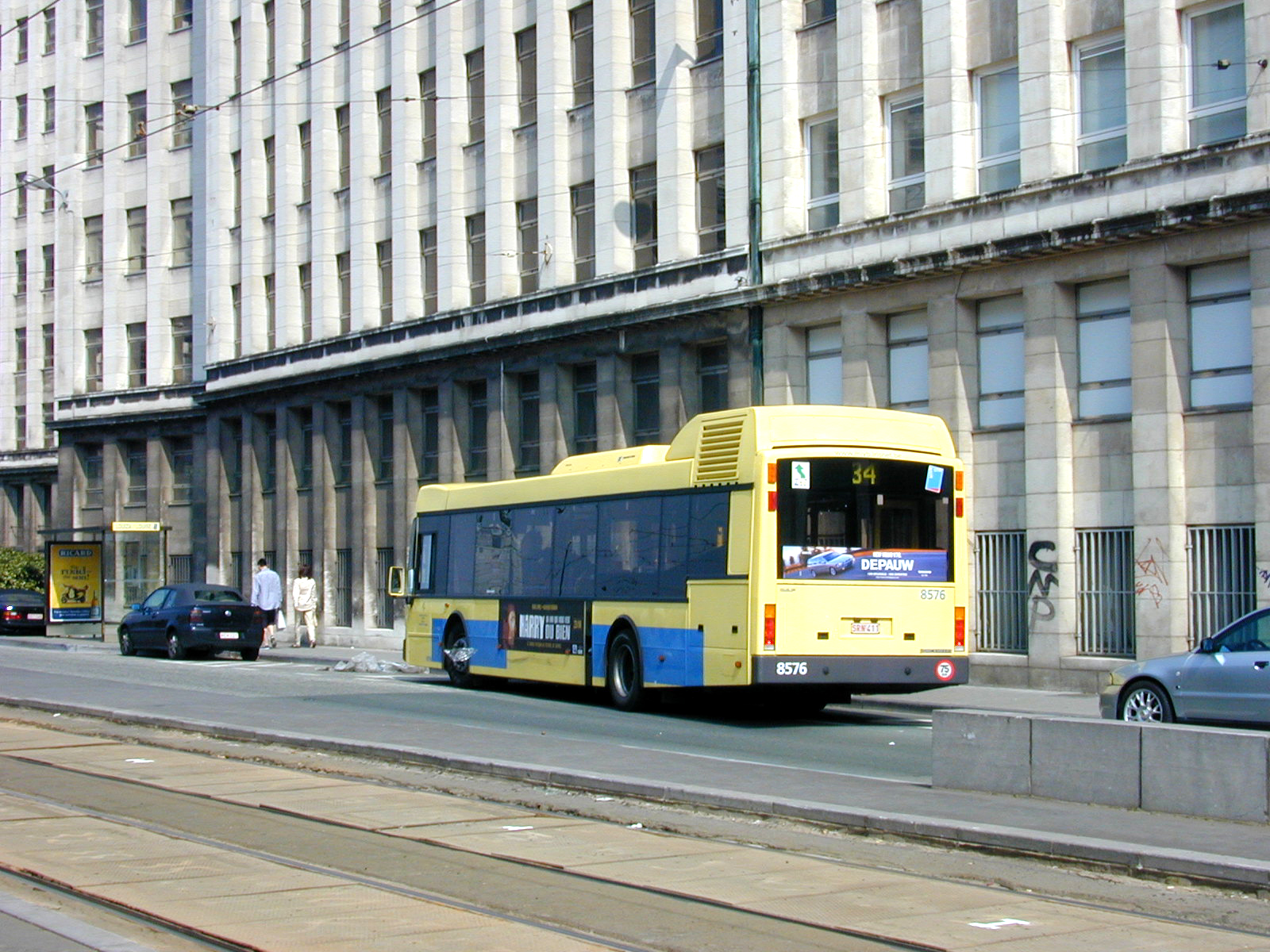
MIVB bus 8576 op 23 augustus 2000 als lijn 34

Trolleybus

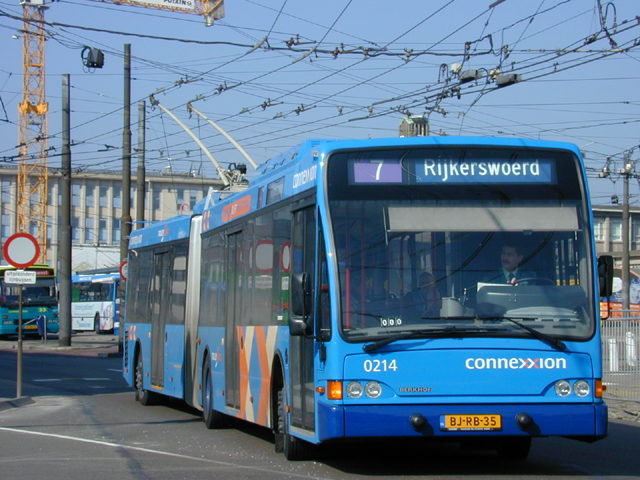
Berkhof Premier AT 18 in Arnhem
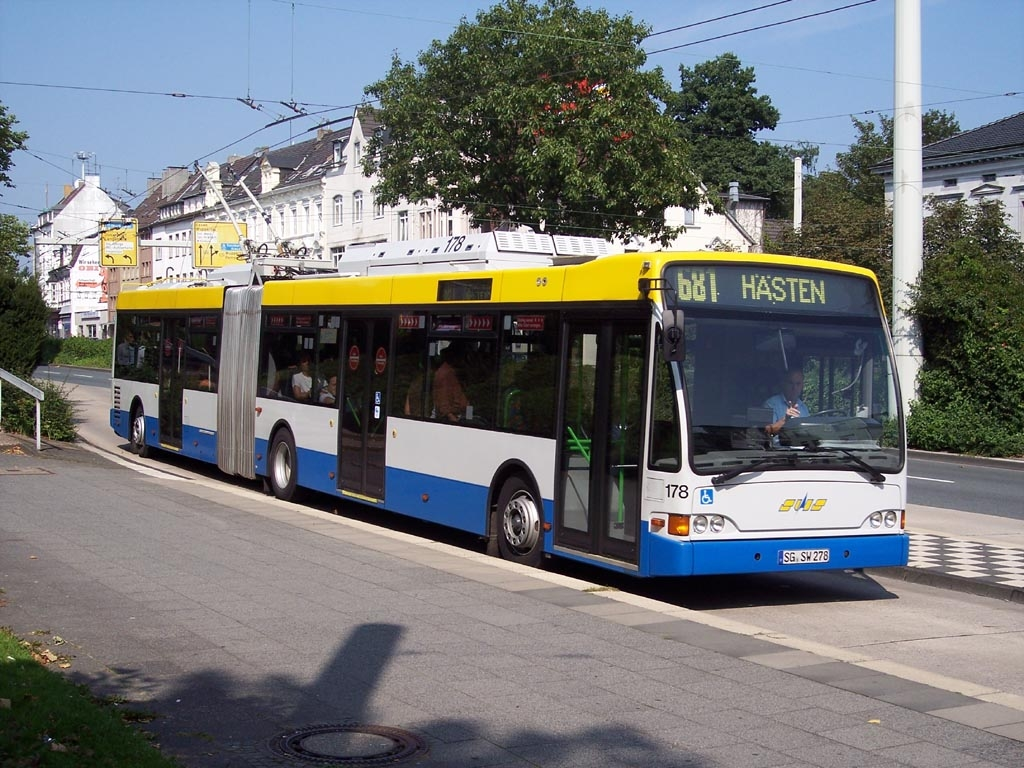
Berkhof Premier AT 18 in Solingen

Rába Contact 292

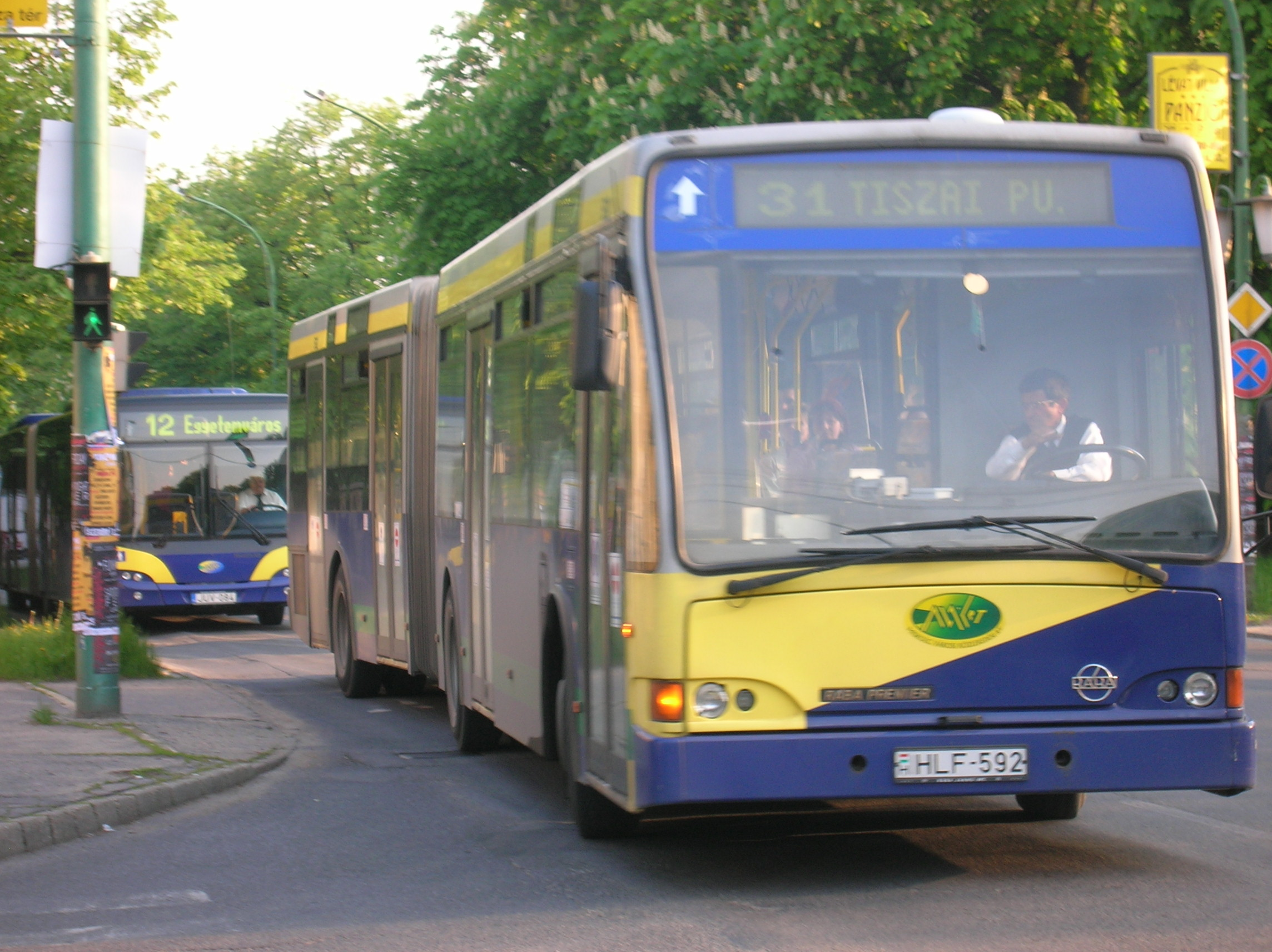
Rába Contact 292
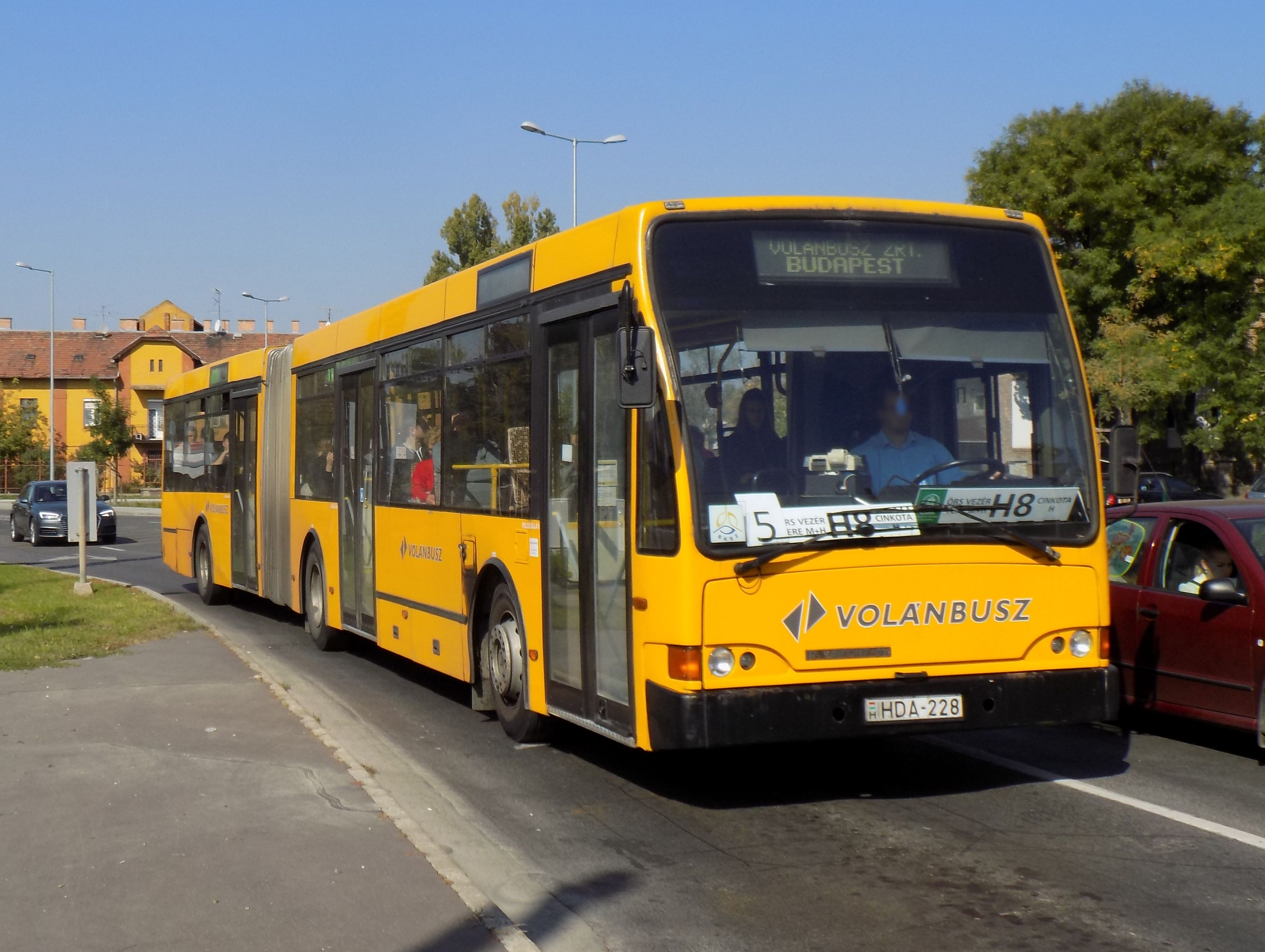
Rába Contact 292